# Seiji Nakamura (Maler)
Seiji Nakamura (japanisch 中村 清治 Nakamura Seiji; geboren 1935 in Yokohama (Präfektur Kanagawa); gestorben 2011) war ein japanischer Maler im Yōga-Stil.

## Leben und Wirken
Seiji Nakamura studierte in der Abteilung für Westliche Malerei an der Universität der Künste Tokio. Noch während seiner Ausbildung wurde 1957 ein Bild von ihm mit dem Ataka-Preis (安宅賞), benannt nach dem Unternehmer Ataka Eiichi, ausgezeichnet. 1958 machte er seinen Abschluss.
1974 beteiligte sich Nakamura, zusammen mit Ban Shindō, Nakane Hiroshi, Kunio Komatsuzaki, Morio Hoshi und anderen, an der Gründung der Künstlergemeinschaft „Rei no kai“ (繁の会).
1992 wirkte Nakamura in einer Lehrsendung des staatlichen Fernsehens  NHK mit dem Titel „Shumi hyakka (Kaiga e no sasoi)“ (趣味百科(絵画への誘い)) – „Hobby-Enzyklopädie (Einladung zum Malen) “. 1993 besuchte er Europa und skizzierte an der italienischen Riviera, in Brügge und an anderen Orten. 1995 wiederholte er die Europareise.
Nakamuras Bilder, hauptsächlich Porträts und Blumenstillleben, sind geprägt durch farbfreudige realistische Darstellung.
Veröffentlichungen:
- 1990 „'90 shinsaku orijinaru sekihan gashū“ ('90新作オリジナル石版画集) – „Sammlung neuer originaler Lithografien aus den 90ern“
- 1990 „Nakamura Seiji hanga-shū (Dai isshū)“ (中村清治版画集(第一集)) – „Nakamura Seiji Drucksammlung (Sammlung 1)“
- 1991 „'91 shinsaku orijinaru sekihan gashū“ ('91新作オリジナル石版画集) – „Sammlung neuer originaler Lithografien aus den 91ern“
- 1991 „Nakamura Seiji sukechibukku“ (中村清治・スケッチブック) – „Nakamura Seiji Skizzenbuch“
- 1993 das Lehrbuch „Shumi no aburae, seibutsu, jimbutsu, fūkei“ (趣味の油絵　静物・人物・風景を描く) – „Als Hobby: Ölgemälde, Stillleben, Menschen, Landschaft zeichnen“